# Kevin Zenón
Kevin Andrés Zenón (* 30. Juli 2001 in Goya) ist ein argentinischer Fußballspieler.

## Karriere

### Verein
Im Oktober 2020 machte er den Schritt von der U20 in die zweite Mannschaft von Unión de Santa Fe, ein paar Monate später stieß er fest in den Kader der ersten Mannschaft vor. Dort kam er auch gleich zu einigen Einsätzen und war beginnend mit der Spielzeit 2021/22 ebenso im Ligabetrieb im Einsatz. Hier reifte er zum Stammspieler heran und wechselte schließlich Ende Januar 2024 zu den Boca Juniors, wo er nun derzeit aktiv ist.

### Nationalmannschaft
Zur Vorbereitung für das olympische Turnier wurde er erstmals im Juni 2024 für die argentinische U23 nominiert und kam hier einmal zum Einsatz. So wurde er dann auch ein Teil des Aufgebots im Olympiakader für die Spiele 2024 in Paris.